# Sapho
Sapho is een geslacht van libellen (Odonata) uit de familie van de beekjuffers (Calopterygidae).

## Soorten
Sapho omvat 6 soorten:
- Sapho bicolor Selys, 1853
- Sapho ciliata (Fabricius, 1781)
- Sapho fumosa Longfield, 1932
- Sapho gloriosa McLachlan in Selys, 1873
- Sapho orichalcea McLachlan, 1869
- Sapho puella (Sjöstedt, 1917)